# Фридвагнер, Маттиас
Маттиас Фридвагнер (нем. Matthias Friedwagner; 3 февраля 1861, с. Галльспах (Грискирхен, Верхняя Австрия), Австро-Венгрия — † 5 апреля 1940, с. Галльспах, (Верхняя Австрия), Германия) — доктор философии, профессор, ректор Черновицкого университета в 1910—1911 учебном году.
Член-корреспондент Румынской Академии (1911) .

## Биография
С 1873 1881 год учился в высшей реальной школе г. Линца.
Высшее образование получил в Венском университете, где изучал германские и романские языки.
В этом же университете получил ученую степень доктора философии, защитив в 1889 году диссертацию: «Язык старофранцузской поэмы о Гуоне Бордосском».
В 1888 году был назначен преподавателем высшей государственной реальной школы в Вене.
В 1898 году прошёл габилитацию и занял должность приват-доцента романской филологии в Венском университете.
В 1900 году назначен профессором романской филологии Черновицкого университета.
Читал курсы сравнительного изучения романских (в частности румынского) языков и литературы в 1900—1911 годах.
В 1903—1904 учебном году был деканом философского факультета.
На 1910—1911 учебный год Маттиас Фридвагнер избирался ректором Черновицкого университета.
В 1911—1928 годы работал во Франкфуртском университете, в 1916—1917 учебном году был деканом.
Умер Маттиас Фридвагнер в родном селе 5 апреля 1940 года.

## Основные публикации
- Goethe als Corneille-Übersetzer (Wien, 1890);
- Raoul de Houdenc. Nach allen bekannten Handschriften, Bd. 1, Meraugis von Portlesguez.
- Altfranzösischer Abenteuerroman, Halle a.S. 1897, Nachdruck Genf 1975
- Die Verwandtschafts — und Wertverhältnisse der Meraugis-Handschriften, in: Zeitschrift für romanische Philologie 26, 1902
- Raoul de Houdenc. Nach allen bekannten Handschriften, Bd. 2, La vengeance de Raguidel. Altfranzösischer Abenteuerroman, Halle a.S. 1909, Nachdruck Genf 1975
- Über die Sprache und Heimat der Rumänen in ihrer Frühzeit, in: Zeitschrift für romanische Philologie 54, 1934, S. 641-715
- Rumänische Volkslieder aus der Bukowina (Würzburg, 1940).